# Calvin Grove
Calvin Grove (* 5. August 1962 in Coatesville, USA) ist ein ehemaliger US-amerikanischer Boxer im Federgewicht. Er wurde von Al Bolden trainiert.

## Profi
Im März 1982 gab er erfolgreich sein Profidebüt. Im Januar des Jahres 1988 wurde er Weltmeister der IBF, als er den Puerto-Ricaner Antonio Rivera durch technischen K. o. in Runde 4 besiegte. Am 17. Mai desselben Jahres verteidigte er diesen Gürtel gegen Myron Taylor durch einstimmigen Beschluss und verlor ihn Ende März 1989 an Jorge Paez. Im Jahre 1998 beendete er seine Karriere.